# Federico Edwards
Federico Roberto Edwards (* 25. Januar 1931 in Santa Fe; † 13. November 2016) war ein argentinischer Fußballspieler.

## Karriere
Federico Edwards begann seine fußballerische Laufbahn bei Unión de Santa Fe in seiner Heimatstadt. 1951 wechselte er nach Buenos Aires zu den Boca Juniors. Bei den Boca Juniors spielte Edwards, der auf der Position eines Verteidigers agierte, unter anderem zusammen mit anderen argentinischen Fußballgrößen der damaligen Zeit wie zum Beispiel Antonio Rattín, Antonio Angelillo und Francisco Lombardo. Trotz dieser guten Mannschaft im Trikot der Boca Juniors wurde Edwards mit dem Verein nur einmal argentinischer Fußballmeister. In der Spielzeit 1954 konnte ein erster Platz in der Primera División mit vier Punkten Vorsprung vor CA Independiente erreicht werden. Die meisten restlichen Jahre seiner Zeit bei den Boca Juniors wurden jedoch dominiert von dem großen Rivalen CA River Plate, das in den Fünfzigerjahren fünfmal argentinischer Fußballmeister wurde. Edwards spielte bis 1959 für die Boca Juniors. Danach war er ein Jahr ohne Verein, ehe er sich CD Green Cross aus Chile anschloss. Bei dem Verein, der heutzutage nicht mehr existiert, spielte mit Eliseo Mouriño 1961 auch ein anderer argentinischer Spieler. Allerdings konnte letztgenannter kein Spiel für Green Cross bestreiten, da er zuvor bei einem Autounfall starb. Federico Edwards aber spielte noch eine Saison bei Green Cross und beendete 1961 seine aktive Laufbahn.
Ohne jemals ein Länderspiel bestritten zu haben, wurde Federico Edwards ins Aufgebot der argentinischen Fußballnationalmannschaft für die Fußball-Weltmeisterschaft 1958 in Schweden berufen. Bei dem Turnier scheiterte die argentinische Auswahl bereits nach der Vorrunde, nachdem man gegen Deutschland und die Tschechoslowakei jeweils verloren hatte und nur gegen Nordirland einmal gewonnen hatte.